# Ліріопа (німфа)
Ліріопа (з грец. — «ніжноголоса») — водяна німфа, мати Нарциса. У грецькій та римській міфології вона була німфою Феспій, матір'ю Нарциса згідно з «Метаморфозами» Овідія. Ліріопу зґвалтував бог річки Кефісс, який зловив її течіями. Від цього вона народила сина Нарциса.